# 김진우 (배우)
김진우(金鎭祐, 1983년 7월 17일 ~ )는 대한민국의 배우이다.

## 연기 활동

### 드라마
| 연도 | 방송사          | 제목                                   | 역할                    | 비고                |
| ---- | --------------- | -------------------------------------- | ----------------------- | ------------------- |
| 2010 | MBC             | 로드 넘버원                            | 김수혁                  | 20부작              |
| 2010 | KBS2            | 결혼해주세요                           | 박 변호사               | 56부작              |
| 2010 | SBS             | 웃어요, 엄마                           | 배연우                  | 50부작              |
| 2011 | MBC             | 지고는 못살아                          | 소주현                  | 18부작              |
| 2012 | SBS             | 널 기억해                              | 하강수                  | 2부작               |
| 2012 | tvN             | 일년에 열두남자                        | 원빈                    | 16부작              |
| 2012 | tvN             | 인현왕후의 남자                        | 한동민                  | 16부작              |
| 2012 | SBS             | 드라마의 제왕                          | 김진우                  | 특별출연            |
| 2012 | SBS             | 가족의 탄생                            | 이수호                  | 115부작             |
| 2013 | JTBC            | 더 이상은 못 참아                      | 조성우                  | 111부작             |
| 2013 | 후난TV          | 30세 여인 주둥화                       | 이문석                  | 중국드라마          |
| 2014 | KBS2            | 골든크로스                             | 김세령의 내연남         | 특별출연            |
| 2014 | TV조선          | 아내스캔들 - 바람이 분다               | 젠틀맨                  | 4회 - 사랑의 빠떼리 |
| 2014 | SBS             | 내겐 너무 사랑스러운 그녀              | 서재영                  | 16부작              |
| 2014 | KBS2            | KBS 드라마 스페셜 - 운동화를 신은 신부 | 장희순                  | 단막극              |
| 2015 | SBS             | 돌아온 황금복                          | 서인우                  | 125부작             |
| 2015 | SBS             | 리멤버 - 아들의 전쟁                   | 강석규                  | 20부작              |
| 2015 | SBS             | 너를 노린다                            | 민형우                  | 2부작               |
| 2016 | KBS1            | 별난가족                               | 구윤재                  | 149부작             |
| 2016 | MBC             | 몬스터                                 | 박지수                  | 특별출연            |
| 2017 | 네이버TV        | 마스크                                 | 윤유노                  | 웹드라마            |
| 2017 | SBS             | 다시 만난 세계                         | 차태훈                  | 40부작              |
| 2017 | JTBC            | 그냥 사랑하는 사이                     | 이인용 과장             | 특별출연            |
| 2018 | JTBC            | 으라차차 와이키키                      | 성민/솔이 아빠          | 특별출연            |
| 2018 | KBS2            | KBS 드라마 스페셜 - 미스김의 미스터리  | 최성민                  | 단막극              |
| 2018 | SBS             | 복수가 돌아왔다                        | 사연 많은 신부의 신랑   | 특별출연            |
| 2019 | KBS2            | 왼손잡이 아내                          | 이수호/ 박수호 / 박도경 | 103부작             |
| 2019 | MBN / UMAX      | 로스타임 라이프 : 더 라스트 찬스       | 구진성                  | 2부작               |
| 2019 | MBN / iHQ DRAMA | 우아한 가(家)                          | 모완준                  | 16부작              |
| 2022 | tvN             | 킬힐                                   | 도일                    | 14부작              |
| 2022 | SBS             | 어게인 마이 라이프                     | 최강진                  | 16부작              |
| 2022 | KBS2            | 법대로 사랑하라                        |                         | 특별출연            |
| 2023 | ENA             | 오랫동안 당신을 기다렸습니다           | 프로파일러              | 특별출연            |
| 2023 | KBS2            | 우아한 제국                            | 장기윤                  | 1 ~ 32회 중도 하차  |

### 영화
| 연도 | 제목               | 역할   | 비고 |
| ---- | ------------------ | ------ | ---- |
| 2009 | 비상               | 영호   |      |
| 2014 | 한번도 안해본 여자 | 우상우 |      |
| 2017 | 쇠파리             | 강해욱 |      |

### 뮤지컬
| 연도   | 제목        | 역할   | 비고 |
| ------ | ----------- | ------ | ---- |
| 2007   | 댄서의 순정 | 앙상블 |      |
| 2007   | 풋루스      | 렌     |      |
| 2008   | 풋루스      | 렌     |      |
| 그리스 | 대니        |        |      |
| 캣츠   | 럼 텀 터거  |        |      |
| 캣츠   | 럼 텀 터거  | 2009   |      |
| 올슉업 | 채드        |        |      |
| 2010   | 달콤한 인생 | 이준수 |      |
| 2011   | 삼총사      | 달타냥 |      |

### 연극
| 연도 | 제목                     | 역할     | 비고   |
| ---- | ------------------------ | -------- | ------ |
| 2006 | 아담과 이브, 나의 범죄학 | 차남     | 데뷔작 |
| 2017 | 술과 눈물과 지킬앤하이드 | 지킬박사 |        |

## 음반

### 디지털 싱글
- 2010년 Raining (Feat.손호영)
- 2010년 Love Latte (Duet With 유진)
- 2016년 기적 같은 일이야

### OST
- 2009년 비상 OST - Give Me All Your Love
- 2010년 로드 넘버원 OST - 너 하나만
- 2011년 웃어요, 엄마 OST - 울다가 웃다가
- 2014년 한번도 안해본 여자 OST - 사랑이 와요 (with 황우슬혜, 사희, 오민석)
- 2016년 내 사위의 여자 OST - 기적 같은 일이야 (Drama Ver.)

## 그 외 활동

### 콘서트
- 2011년 김진우 사랑나눔콘서트
- 2016년 KIM JIN WOO LIVE IN OSAKA

### 뮤직비디오
- 2010년 럼블피쉬 - 남잔 다 그래
- 2011년 시온 - Superman
- 2015년 지아, 하트비 - 혼잣말

### 방송
- 2010년 SBS 다큐 스페셜 《날아라 철가방》
- 2011년 SBS 《강심장》
- 2014년 JTBC 《백인백곡 끝까지 간다》
- 2015년 SBS 《모닝와이드》- 별에게 ON 그대 코너
- 2016년 MBC 《미스터리 음악쇼 복면가왕》 - 소울충만 체키라웃 (참가자)
- 2016년 KBS2《우리동네 예체능》- 배드민턴 편
- 2017년 MBC every1 《비디오스타》
- 2017년 KBS2 《연예가중계》
- 2017년 KBS2 《불후의 명곡 - 전설을 노래하다》
- 2020년 TV조선 《끝까지 간다》
- 2021년 TV조선 《골프왕》
- 2021년 KBS2 《슈퍼맨이 돌아왔다》

### CF
- 2007년 KTF
- 2008년 자연채
- 2011년 아큐브
- 2011년 LGU+

### 홍보대사
- 2010년 강원관광 명예 홍보대사
- 2012년 사회적기업 나눔스토어 홍보대사

## 수상 및 후보
| 연도 | 시상식               | 부문                           | 작품          | 결과 | 출처  |
| ---- | -------------------- | ------------------------------ | ------------- | ---- | ----- |
| 2008 | 제4회 골든티켓어워즈 | 뮤지컬 기대주상                | 그리스, 캣츠  | 수상 | [ 2 ] |
| 2016 | KBS 연기대상         | 일일극부문 남자 우수연기상     | 별난 가족     | 후보 |       |
| 2019 | KBS 연기대상         | 일일드라마부문 남자 우수연기상 | 왼손잡이 아내 | 수상 | [ 3 ] |